# Polystichum fugongense
Polystichum fugongense là một loài thực vật có mạch trong họ Dryopteridaceae. Loài này được Ching & W.M. Chu ex H.S. Kung & L.B. Zhang miêu tả khoa học đầu tiên năm 1992.